# خاندان حسن جلالیان
خاندان حسن جلالیان (ارمنی: Հասան-Ջալալյաններ) دودمانی ارمنی است که از ۱۲۱۴ در ناحیه خاچن شامل قره‌باغ، ناگورنو قره‌باغ و استان سیونیک امروزی حکومت می‌کرده‌است. نام این خاندان از حسن جلال الدوله (Հասան-Ջալալ Դոլա) که شاهزاده‌ای ارمنی در خاچن بود گرفته شده‌است. خاندان حسن جلالیان توانست خودمختاری خود را در طول قرن‌ها اشغال خارجی توسط سلجوقیان، ایرانی‌ها و مغولان حفظ نماید. این خاندان و دیگر شاهزادگان و ملیکهای کاچن آخرین نواحی مستقل ارمنی را تشکیل می‌دادند.
حمایت ویژه خاندان حسن جلالیان از کلیساها و دیگر آثار به پرورش فرهنگ ارمنی در منطقه کمک بسیاری نمود. در اواخر قرن ۱۶ میلادی شاخه‌هایی از خاندان حسن جلالیان علاوه بر خاچن در گلستان و جرابرت حکومت می‌کردند که همراه با ملیک‌های واراندا و دیزاق ملک‌های قره‌باغ را تشکیل می‌دادند.